# 伊藤叡
伊藤 叡（いとう さとし、1944年2月5日 - 2018年1月25日）は、日本のアニメプロデューサー。虫プロダクション株式会社元代表取締役（社長）でもあった。東京都出身。

## 来歴
法政大学卒業後、株式会社虫プロダクション（旧虫プロ）に入社してフイルム編集を担当。1977年11月26日、旧虫プロ労働組合により継承法人として設立された虫プロダクション株式会社（新虫プロ）の代表取締役に就任。以降、プロデューサー、製作として様々なアニメーション作品に参加した。2017年12月24日に脳内出血にて自宅で倒れ 2018年1月25日に73歳で永眠した。

## 携わった作品

### プロデューサーとして参加
- 北極のムーシカ・ミーシカ （1979年）
- ゆき （1981年）
- トビウオのぼうやはびょうきです （1982年）
- ワンダービートS （スクランブル）（1986年）
- 象列車がやってきた  （1992年）
- つるにのって  （1993年）
- 鬼がら （1994年）
- 栄光へのシュプール （1997年）
- 九頭竜川と少年 （1998年）
- 越後の昔ばなし　あったてんがのぉ （2000年）
- えっちやんのせんそう （2002年）
- トキ この地球（ほし）の未来を見つめて （2003年）

### 製作として参加
- 火の雨がふる （1988年）
- 伊勢湾台風物語 （1989年）
- うしろの正面だあれ （1991年）
- せんぼんまつばら　川と生きる少年たち  （1992年）
- ライヤツーリーのうた （1994年）
- PIPI とべないホタル （1996年）
- マヤの一生 （1996年）
- 明日をつくった男 （2003年）
- NAGASAKI 1945 アンゼラスの鐘 （2005年）
- パッテンライ!! 〜南の島の水ものがたり〜 （2008年）
- 氷川丸ものがたり （2015年）

### 編集として参加
- 鉄腕アトム （1963年）
- 悟空の大冒険 （1967年）
- 千夜一夜物語 （1969年）
- さすらいの太陽 （1971年）
- 国松さまのお通りだい （1971年）
- ムーミン （1972年）
- ワンサくん （1973年）
- 100万年地球の旅 バンダーブック （1978）